# Куино, Клод
Клод Морис Куино (фр. Claude Maurice Couinaud; 16 февраля 1922, Нёйи-сюр-Сен — 4 мая 2008, Булонь-Бийанкур) — французский хирург и анатом, известен подробным анатомическим исследованием печени. Первый, кто описал графическое изображение сегментарного деления печени в соответствии с зонами кровоснабжения, желчеоттока и лимфооттока.